# Valliant (Oklahoma)
Valliant es un pueblo ubicado en el condado de McCurtain en el estado estadounidense de Oklahoma. En el año 2010 tenía una población de 754 habitantes y una densidad poblacional de 377 personas por km².

## Geografía
Valliant se encuentra ubicado en las coordenadas 34°0′12″N 95°5′29″O / 34.00333, -95.09139 (34.003336, -95.091509).

## Demografía
Según la Oficina del Censo en 2000 los ingresos medios por hogar en la localidad eran de $18,393 y los ingresos medios por familia eran $26,058. Los hombres tenían unos ingresos medios de $24,125 frente a los $17,344 para las mujeres. La renta per cápita para la localidad era de $10,380. Alrededor del 31.7% de la población estaban por debajo del umbral de pobreza.